# Eggenwil
Eggenwil (schweizertyska: Eggewil) är en ort och kommun i distriktet Bremgarten i kantonen Aargau, Schweiz. Kommunen har 1 031 invånare (2023).